# Phoenix Suns
Phoenix Suns – amerykański klub koszykarski, mający siedzibę w Phoenix, w stanie Arizona. Występują w Dywizji Pacyficznej, Konferencji Zachodniej w National Basketball Association (NBA). Są jedyną drużyną dywizji, która nie posiada siedziby w stanie Kalifornia. Phoenix Suns od 1992 roku domowe spotkania rozgrywają w Footprint Center, znana wcześniej jako America West Arena. Arena często nazywana jest „Purple Palace” ze względu na fioletowy kolor miejsc siedzących.

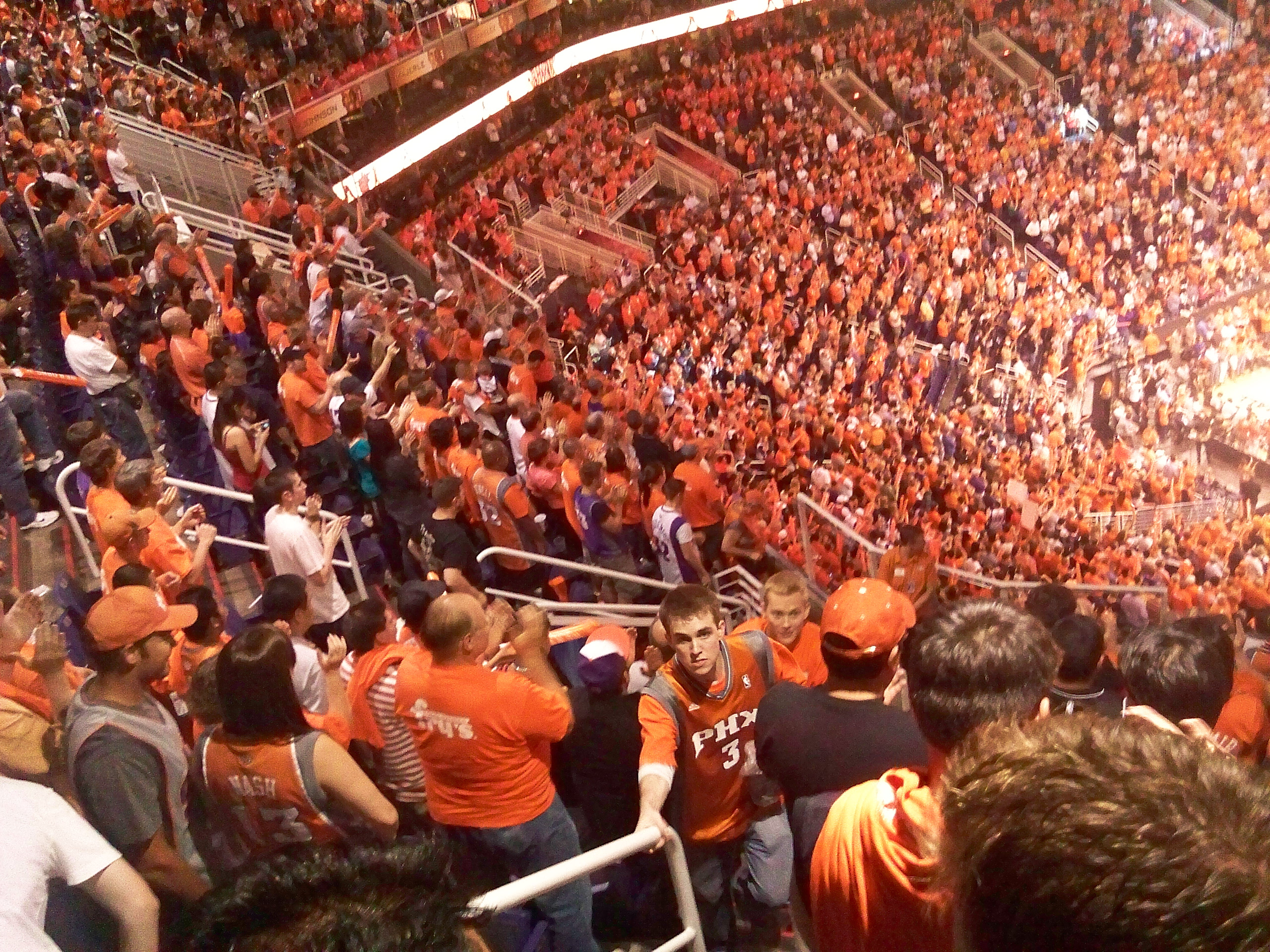
Fani Suns podczas półfinału Konferencji 2010

## Historia

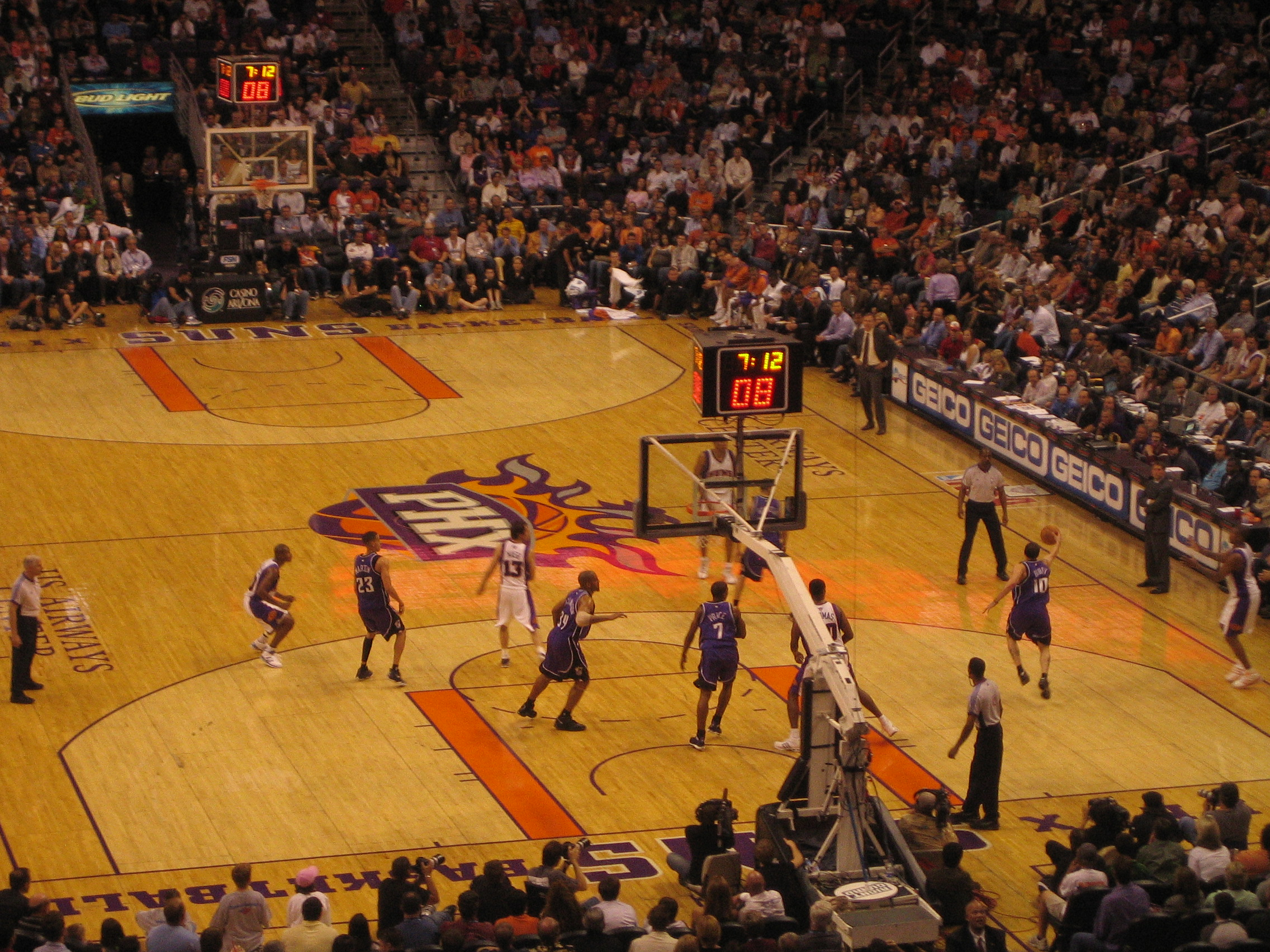
Mecz z Sacramento Kings w sezonie 2006-07.

Założony w 1968 klub pierwszy sukces odniósł w 1976, kiedy to w rozgrywkach play-off niespodziewanie wyeliminował obrońcę tytułu Golden State Warriors, a przegrał dopiero w emocjonującym finale z Boston Celtics (mecz nr 5 miał 3 dogrywki i jest uważany za jeden z najbardziej emocjonujących w historii ligi). Barw Suns bronili wtedy m.in.: Alvan Adams, Gar Heard, John MacLeod, Paul Silas.
Przyjście „Sir” Charlesa Barkleya w 1992 odmieniło tkwiący w marazmie klub. Barkley w swym pierwszym sezonie zdobył tytuł MVP i poprowadził zespół do finału NBA, gdzie Suns rozegrali jeden z najefektowniejszych pojedynków w historii z, będącymi u szczytu, Chicago Bulls, przegrywając 2-4. Powtórzyła się tu historia sprzed lat – w meczu nr 3 drugi raz w historii finałów rozegrano 3 dogrywki. W drużynie, prowadzonej przez młodego trenera Paula Westphala, grali wtedy m.in.: Danny Ainge, Dan Majerle, Kevin Johnson, Tom Chambers, Mark West, a także dwaj gracze występujący później w polskiej lidze – Oliver Miller i Richard Dumas.

## Zawodnicy

### Kadra w sezonie 2020/2021
Stan na 6 grudnia 2020
| Nr | Poz. | Nar.              | Nazwisko i imię    | Data urodzenia | Wzrost | Masa ciała |
| -- | ---- | ----------------- | ------------------ | -------------- | ------ | ---------- |
| 0  | SG   | Stany Zjednoczone | Alexander, Ty-Shon | 1998–07–16     | 193 cm | 88 kg      |
| 22 | C    | Bahamy            | Ayton, Deandre     | 1998–07–23     | 211 cm | 113 kg     |
| 1  | SG   | Stany Zjednoczone | Booker, Devin      | 1996–10–30     | 198 cm | 95 kg      |
| 25 | SF   | Stany Zjednoczone | Bridges, Mikal     | 1996–08–30     | 201 cm | 95 kg      |
| 4  | PG   | Stany Zjednoczone | Carter, Jevon      | 1995–09–14     | 188 cm | 89 kg      |
| 99 | SF   | Stany Zjednoczone | Crowder, Jae       | 1990–07–06     | 198 cm | 107 kg     |
| 2  | PG   | Stany Zjednoczone | Galloway, Langston | 1991–12–09     | 185 cm | 91 kg      |
| 23 | SF   | Stany Zjednoczone | Johnson, Cameron   | 1996–03–03     | 203 cm | 95 kg      |
| 30 | C    | Stany Zjednoczone | Jones, Damian      | 1995–06–30     | 211 cm | 111 kg     |
| 8  | C    | Stany Zjednoczone | Kaminsky, Frank    | 1993–04–04     | 213 cm | 109 kg     |
| 55 | SG   | Stany Zjednoczone | Moore, E’Twaun     | 1989–02–25     | 191 cm | 87 kg      |
| 11 | SF   | Egipt             | Nader, Abdel       | 1993–09–25     | 196 cm | 102 kg     |
| 3  | PG   | Stany Zjednoczone | Paul, Chris        | 1985–05–06     | 185 cm | 79 kg      |
| 15 | PG   | Stany Zjednoczone | Payne, Cameron     | 1994–08–08     | 185 cm | 83 kg      |
| 20 | PF   | Chorwacja         | Šarić, Dario       | 1994–08–08     | 208 cm | 102 kg     |
| 10 | PF   | Stany Zjednoczone | Smith, Jalen       | 2000–03–16     | 208 cm | 98 kg      |

Trener:  Monty Williams
 Asystenci: Randy Ayers • Mark Bryant • Willie Green • Brian Randle • Kevin Young

### Kadra w sezonie 2021/2022
Stan na 5 listopada 2021
| Nr | Poz. | Nar.              | Nazwisko i imię     | Data urodzenia | Wzrost | Masa ciała |
| -- | ---- | ----------------- | ------------------- | -------------- | ------ | ---------- |
| 22 | C    | Bahamy            | Ayton, Deandre      | 1998–07–23     | 211 cm | 113 kg     |
| 1  | SG   | Stany Zjednoczone | Booker, Devin       | 1996–10–30     | 198 cm | 95 kg      |
| 25 | SF   | Stany Zjednoczone | Bridges, Mikal      | 1996–08–30     | 201 cm | 95 kg      |
| 99 | SF   | Stany Zjednoczone | Crowder, Jae        | 1990–07–06     | 198 cm | 107 kg     |
| 35 | SF   | Stany Zjednoczone | Hutchison, Chandler | 1996–04–26     | 201 cm | 95 kg      |
| 23 | SF   | Stany Zjednoczone | Johnson, Cameron    | 1996–03–03     | 203 cm | 95 kg      |
| 8  | C    | Stany Zjednoczone | Kaminsky, Frank     | 1993–04–04     | 213 cm | 109 kg     |
| 0  | C    | Stany Zjednoczone | McGee, JaVale       | 1988–01–19     | 213 cm | 122 kg     |
| 11 | SF   | Egipt             | Nader, Abdel        | 1993–09–25     | 196 cm | 102 kg     |
| 3  | PG   | Stany Zjednoczone | Paul, Chris         | 1985–05–06     | 185 cm | 79 kg      |
| 15 | PG   | Stany Zjednoczone | Payne, Cameron      | 1994–08–08     | 185 cm | 83 kg      |
| 2  | PG   | Stany Zjednoczone | Payton, Elfrid      | 1994–02–22     | 193 cm | 89 kg      |
| 20 | PF   | Chorwacja         | Šarić, Dario        | 1994–08–08     | 208 cm | 102 kg     |
| 14 | SG   | Stany Zjednoczone | Shamet, Landry      | 1997–03–13     | 193 cm | 86 kg      |
| 10 | PF   | Stany Zjednoczone | Smith, Jalen        | 2000–03–16     | 208 cm | 98 kg      |
|    | SF   | Stany Zjednoczone | Wainright, Ish      | 1994–09–12     | 196 cm | 107 kg     |

Trener:  Monty Williams
 Asystenci: Randy Ayers • Mark Bryant • Bryan Gates • Brian Randle • Michael Ruffin • Steve Scalzi • Jarret Jack

### Międzynarodowe prawa
| Draft | Runda | Wybór | Zawodnik   | Poz. | Nar.   | Aktualny zespół | Adnotacje                             | Przyp. |
| ----- | ----- | ----- | ---------- | ---- | ------ | --------------- | ------------------------------------- | ------ |
| 2005  | 2     | 59    | Cenk Akyol | SG   | Turcja | wolny agent     | wybrany w drafcie przez Atlanta Hawks | [ 3 ]  |

### Polacy w klubie
Phoenix Suns jest jedynym klubem w NBA, który zaangażował wszystkich trzech Polaków dotychczas występujących w NBA. W drużynie występowali Cezary Trybański (w klubie od 30 września 2003 do 5 stycznia 2004), Maciej Lampe (w klubie od 5 stycznia 2004 do stycznia 2005, był najmłodszym debiutantem w historii klubu mając w dniu pierwszego swojego meczu w drużynie 18 lat i 353 dni) oraz Marcin Gortat (w klubie od 18 grudnia 2010 do 25 października 2013).

## Trenerzy
| - Johnny Kerr 1968-1969 - Jerry Colangelo 1969, 1972 - Cotton Fitzsimmons 1970–1971, 1988-1991, 1995 - Butch van Breda Kolff 1972 - John MacLeod 1973-1986 - Dick Van Arsdale 1986 |  | - John Wetzel 1987 - Paul Westphal 1992-1995 - Danny Ainge 1996-1999 - Scott Skiles 1999-2001 - Frank Johnson 2001-2003 - Mike D’Antoni 2003-2007 |  | - Terry Porter 2008 - Alvin Gentry 2008-2012 - Lindsey Hunter 2012 - Jeff Hornacek 2013-2016 - Earl Watson 2016-2017 - Jay Triano 2017-2018 |  | - Igor Kokoškov 2018-2019 - Monty Williams od 2019 |

## Zastrzeżone numery
| Phoenix Suns zastrzeżone numery |                    |         |                      |
| Nr                              | Imię i nazwisko    | Pozycja | Lata gry             |
| 5                               | Dick Van Arsdale   | SF      | 1968–1977            |
| 6                               | Walter Davis       | SG      | 1977-1988            |
| 7                               | Kevin Johnson      | PG      | 1988–1998, 2000      |
| 9                               | Dan Majerle        | SF      | 1988–1995, 2001-2002 |
| 24                              | Tom Chambers       | PF      | 1988–1993            |
| 331                             | Alvan Adams        | C       | 1975–1988            |
| 34                              | Charles Barkley    | PF      | 1992-1996            |
| 42                              | Connie Hawkins     | PF      | 1969–1973            |
| 44                              | Paul Westphal      | C       | 1975–1980            |
| 8322                            | Cotton Fitzsimmons | Trener  | 1970-72, 1988-1996   |

- 1 W latach 2008–2012 z tym numerem grał Grant Hill
- ² Numer jest liczbą zwycięstw, do których Fitzsimmons doprowadził Suns

### Włączeni do Basketball Hall of Fame
- 34 Charles Barkley
- 24 Dennis Johnson
- 13 Gus Johnson
- 42 Connie Hawkins
- 25 Gail Goodrich
- Jerry Colangelo

## Areny

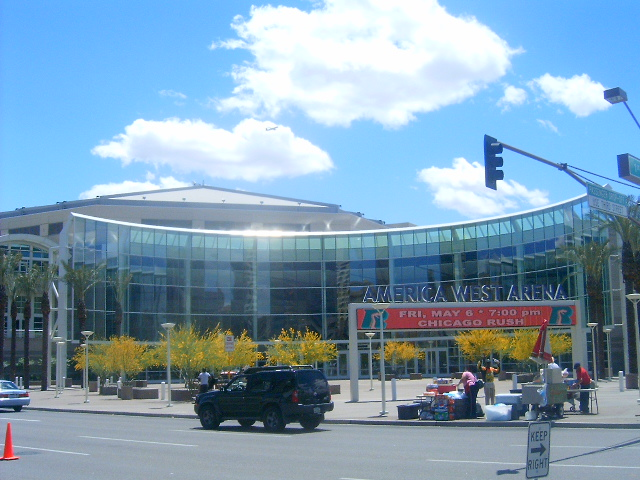
US Airways Center obecna siedziba Suns (od 1992)
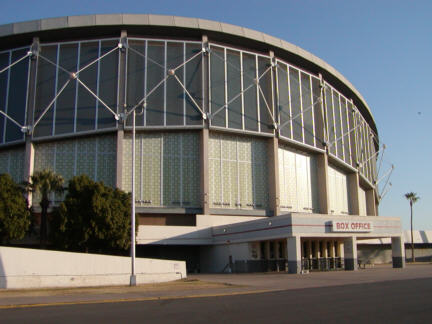
Arizona Veterans Memorial Coliseum (1968-1992)

## Nagrody indywidualne

### Dla najlepszych zawodników
| Najbardziej wartościowy zawodnik NBA - Charles Barkley – 1993 - Steve Nash – 2005, 2006 Najbardziej wartościowy zawodnik Meczu Gwiazd NBA - Shaquille O’Neal – 2009 Debiutant roku - Alvan Adams – 1976 - Walter Davis – 1978 - Amar’e Stoudemire – 2003 Zawodnik, który poczynił największe postępy - Goran Dragić – 2014 Rezerwowy roku - Eddie Johnson – 1989 - Danny Manning – 1998 - Rodney Rogers – 2000 - Leandro Barbosa – 2007 Zwycięzca konkursu wsadów - Larry Nance – 1984 - Cedric Ceballos – 1992 Zwycięzca konkursu rzutów za 3 - Quentin Richardson – 2005 |  | I skład NBA - Connie Hawkins – 1970 - Paul Westphal – 1977, 1979, 1980 - Dennis Johnson – 1981 - Charles Barkley – 1993 - Jason Kidd – 1999, 2000, 2001 - Steve Nash – 2005, 2006, 2007 - Amar’e Stoudemire – 2007 II skład NBA - Paul Westphal – 1978 - Walter Davis – 1978, 1979 - Kevin Johnson – 1989, 1990, 1991, 1994 - Tom Chambers – 1989, 1990 - Charles Barkley – 1994, 1995 - Amar’e Stoudemire – 2005, 2008, 2010 - Steve Nash – 2008, 2010 III skład NBA - Kevin Johnson – 1992 - Charles Barkley – 1996 - Stephon Marbury – 2003 - Shawn Marion – 2005, 2006 - Shaquille O’Neal – 2009 |  | I skład defensywny NBA - Don Buse – 1978, 1979, 1980 - Dennis Johnson – 1981, 1982, 1983 - Jason Kidd – 1999, 2001 - Raja Bell – 2007 II skład defensywny NBA - Paul Silas – 1971, 1972 - Dick Van Arsdale – 1973 - Dan Majerle – 1991, 1993 - Jason Kidd – 2000 - Clifford Robinson – 2000 - Raja Bell – 2008 |  | I skład debiutantów NBA - Gary Gregor – 1969 - Mike Bantom – 1974 - John Shumate – 1976 - Alvan Adams – 1976 - Ron Lee – 1977 - Walter Davis – 1978 - Armen Gilliam – 1988 - Michael Finley – 1996 - Amar’e Stoudemire – 2003 - Devin Booker – 2016 - Deandre Ayton – 2019 II skład debiutantów NBA - Richard Dumas – 1993 - Wesley Person – 1995 - Shawn Marion – 2000 - Joe Johnson – 2002 - Marquese Chriss – 2017 - Josh Jackson – 2018 |

### Inne
| Trener roku - Cotton Fitzsimmons – 1989 - Mike D’Antoni – 2005 |  | Menedżer roku - Jerry Colangelo 1976, 1981, 1989, 1993 - Bryan Colangelo 2005 - James Jones 2021 |  | Za poszanowanie idei fair play - Grant Hill 2008, 2010 |  | Za działalność charytatywną - Kevin Johnson 1991 - Steve Nash 2007 |

## Statystyczni liderzy NBA
Liderzy w asystach
- Jason Kidd – 1999–2001
- Steve Nash – 2005–2007, 2010–2011

Liderzy w przechwytach
- Ron Lee – 1977

Liderzy w skuteczności rzutów za 3 punkty
- Craig Hodges – 1988

Liderzy w skuteczności rzutów z gry
- Mark West – 1990
- Cedric Ceballos – 1993
- Shaquille O’Neal – 2009

Liderzy w skuteczności rzutów wolnych
- Kyle Macy – 1982, 1985
- Steve Nash – 2006, 2010

## Sukcesy
| Tytuł              | Liczba | Rok |
| ------------------ | ------ | --- |
| Mistrz NBA         | 0      | |
| Mistrz Konferencji | 3      | 1976, 1993, 2021 |
| Mistrz dywizji     | 8      | 1981, 1993, 1995, 2004, 2006, 2007, 2021, 2022 |
| Występy w play-off | 30     | 1970, 1976, 1980, 1981, 1982, 1983, 1984, 1985, 1989, 1990, 1991, 1992, 1993, 1994, 1995, 1996, 1997, 1998, 1999, 2000, 2001, 2003, 2005, 2006, 2007, 2008, 2010, 2021, 2022, 2023 |

## Poszczególne sezony
Na podstawie:. Stan na koniec sezonu 2022/23
| Sezon        | Liga | Konferencja | Poz. w konf. | Dywizja | Poz. w dywizji | Sezon regularny | Sezon regularny | Playoffs |
| Sezon        | Liga | Konferencja | Poz. w konf. | Dywizja | Poz. w dywizji | Wyg.            | Por.            | Playoffs |
| ------------ | ---- | ----------- | ------------ | ------- | -------------- | --------------- | --------------- | --- |
| Phoenix Suns |      |             |              |         |                |                 |                 | |
| 1968/69      | NBA  | Zachodnia   | 7            | –       | –              | 16              | 66              | |
| 1969/70      | NBA  | Zachodnia   | 3            | –       | –              | 39              | 43              | Porażka w pół. Konf. z Los Angeles Lakers (3-4) |
| 1970/71      | NBA  | Zachodnia   | 5            | Midwest | 3              | 48              | 34              | |
| 1971/72      | NBA  | Zachodnia   | 5            | Midwest | 3              | 49              | 33              | |
| 1972/73      | NBA  | Zachodnia   | 6            | Pacific | 3              | 38              | 44              | |
| 1973/74      | NBA  | Zachodnia   | 8            | Pacific | 4              | 30              | 52              | |
| 1974/75      | NBA  | Zachodnia   | 8            | Pacific | 4              | 32              | 50              | |
| 1975/76      | NBA  | Zachodnia   | 3            | Pacific | 3              | 42              | 40              | Wygrana w pół. Konf. z Seattle SuperSonics (4-2) Wygrana w finale Konf. z Golden State Warriors (4-3) Porażka w finale NBA z Boston Celtics (2-4)                                                 |
| 1976/77      | NBA  | Zachodnia   | 10           | Pacific | 5              | 34              | 48              | |
| 1977/78      | NBA  | Zachodnia   | 3            | Pacific | 2              | 49              | 33              | Porażka w 1. rundzie z Milwaukee Bucks (0-2) |
| 1978/79      | NBA  | Zachodnia   | 3            | Pacific | 2              | 50              | 32              | Wygrana w 1. rundzie z Portland Trail Blazers (2-1) Wygrana w pół. Konf. z Kansas City Kings (4-1) Porażka w finale Konf. z Seattle SuperSonics (3-4)                                             |
| 1979/80      | NBA  | Zachodnia   | 4            | Pacific | 3              | 55              | 27              | Wygrana w 1. rundzie z Kansas City Kings (2-1) Porażka w pół. Konf. z Los Angeles Lakers (1-4) |
| 1980/81      | NBA  | Zachodnia   | 1            | Pacific | 1              | 57              | 25              | Porażka w pół. Konf. z Kansas City Kings (3-4) |
| 1981/82      | NBA  | Zachodnia   | 5            | Pacific | 3              | 46              | 36              | Wygrana w 1. rundzie z Denver Nuggets (2-1) Porażka w pół. Konf. z Los Angeles Lakers (0-4) |
| 1982/83      | NBA  | Zachodnia   | 3            | Pacific | 2              | 53              | 29              | Porażka w 1. rundzie z Denver Nuggets (1-2) |
| 1983/84      | NBA  | Zachodnia   | 6            | Pacific | 4              | 41              | 41              | Wygrana w 1. rundzie z Portland Trail Blazers (3-2) Wygrana w pół. Konf. z Utah Jazz (4-2) Porażka w finale Konf. z Los Angeles Lakers (2-4)                                                      |
| 1984/85      | NBA  | Zachodnia   | 8            | Pacific | 3              | 36              | 46              | Porażka w 1. rundzie z Los Angeles Lakers (0-3) |
| 1985/86      | NBA  | Zachodnia   | 9            | Pacific | 3              | 32              | 50              | |
| 1986/87      | NBA  | Zachodnia   | 9            | Pacific | 5              | 36              | 46              | |
| 1987/88      | NBA  | Zachodnia   | 9            | Pacific | 4              | 28              | 54              | |
| 1988/89      | NBA  | Zachodnia   | 3            | Pacific | 2              | 55              | 27              | Wygrana w 1. rundzie z Denver Nuggets (3-0) Wygrana w pół. Konf. z Golden State Warriors (4-1) Porażka w finale Konf. z Los Angeles Lakers (0-4)                                                  |
| 1989/90      | NBA  | Zachodnia   | 5            | Pacific | 3              | 54              | 28              | Wygrana w 1. rundzie z Utah Jazz (3-2) Wygrana w pół. Konf. z Los Angeles Lakers (4-1) Porażka w finale Konf. z Portland Trail Blazers (2-4)                                                      |
| 1990/91      | NBA  | Zachodnia   | 4            | Pacific | 3              | 55              | 27              | Porażka w 1. rundzie z Utah Jazz (1-3) |
| 1991/92      | NBA  | Zachodnia   | 4            | Pacific | 3              | 53              | 29              | Wygrana w 1. rundzie z San Antonio Spurs (3-0) Porażka w pół. Konf. z Portland Trail Blazers (1-4)                                                                                                |
| 1992/93      | NBA  | Zachodnia   | 1            | Pacific | 1              | 62              | 20              | Wygrana w 1. rundzie z Los Angeles Lakers (3-2) Wygrana w pół. Konf. z San Antonio Spurs (4-2) Wygrana w finale Konf. z Seattle SuperSonics (4-3) Porażka w finale NBA z Chicago Bulls (2-4)      |
| 1993/94      | NBA  | Zachodnia   | 3            | Pacific | 2              | 56              | 26              | Wygrana w 1. rundzie z Golden State Warriors (3-0) Porażka w pół. Konf. z Houston Rockets (3-4)                                                                                                   |
| 1994/95      | NBA  | Zachodnia   | 2            | Pacific | 1              | 59              | 23              | Wygrana w 1. rundzie z Portland Trail Blazers (3-0) Porażka w pół. Konf. z Houston Rockets (3-4)                                                                                                  |
| 1995/96      | NBA  | Zachodnia   | 7            | Pacific | 4              | 41              | 41              | Porażka w 1. rundzie z San Antonio Spurs (1-3) |
| 1996/97      | NBA  | Zachodnia   | 7            | Pacific | 4              | 40              | 42              | Porażka w 1. rundzie z Portland Trail Blazers (0-3) |
| 1997/98      | NBA  | Zachodnia   | 4            | Pacific | 3              | 56              | 26              | Porażka w 1. rundzie z San Antonio Spurs (1-3) |
| 1998/99      | NBA  | Zachodnia   | 7            | Pacific | 3              | 27              | 23              | Porażka w 1. rundzie z Portland Trail Blazers (0-3) |
| 1999/00      | NBA  | Zachodnia   | 5            | Pacific | 3              | 53              | 29              | Wygrana w 1. rundzie z San Antonio Spurs (3-1) Porażka w pół. Konf. z Los Angeles Lakers (1-4) |
| 2000/01      | NBA  | Zachodnia   | 6            | Pacific | 3              | 51              | 31              | Porażka w 1. rundzie z Sacramento Kings (1-3) |
| 2001/02      | NBA  | Zachodnia   | 10           | Pacific | 6              | 36              | 46              | |
| 2002/03      | NBA  | Zachodnia   | 8            | Pacific | 4              | 44              | 38              | Porażka w 1. rundzie z San Antonio Spurs (2-4) |
| 2003/04      | NBA  | Zachodnia   | 13           | Pacific | 6              | 29              | 53              | |
| 2004/05      | NBA  | Zachodnia   | 1            | Pacific | 1              | 62              | 20              | Wygrana w 1. rundzie z Memphis Grizzlies (4-0) Wygrana w pół. Konf. z Dallas Mavericks (4-2) Porażka w finale Konf. z San Antonio Spurs (1-4)                                                     |
| 2005/06      | NBA  | Zachodnia   | 2            | Pacific | 1              | 54              | 28              | Wygrana w 1. rundzie z Los Angeles Lakers (4-3) Wygrana w pół. Konf. z Los Angeles Clippers (4-3) Porażka w finale Konf. z Dallas Mavericks (2-4)                                                 |
| 2006/07      | NBA  | Zachodnia   | 2            | Pacific | 1              | 61              | 21              | Wygrana w 1. rundzie z Los Angeles Lakers (4-1) Porażka w pół. Konf. z San Antonio Spurs (2-4) |
| 2007/08      | NBA  | Zachodnia   | 6            | Pacific | 2              | 55              | 27              | Porażka w 1. rundzie z San Antonio Spurs (1-4) |
| 2008/09      | NBA  | Zachodnia   | 9            | Pacific | 2              | 46              | 36              | |
| 2009/10      | NBA  | Zachodnia   | 3            | Pacific | 2              | 54              | 28              | Wygrana w 1. rundzie z Portland Trail Blazers (4-2) Wygrana w pół. Konf. z San Antonio Spurs (4-0) Porażka w finale Konf. z Los Angeles Lakers (2-4)                                              |
| 2010/11      | NBA  | Zachodnia   | 10           | Pacific | 2              | 40              | 42              | |
| 2011/12      | NBA  | Zachodnia   | 10           | Pacific | 3              | 33              | 33              | |
| 2012/13      | NBA  | Zachodnia   | 15           | Pacific | 5              | 25              | 57              | |
| 2013/14      | NBA  | Zachodnia   | 9            | Pacific | 3              | 48              | 34              | |
| 2014/15      | NBA  | Zachodnia   | 10           | Pacific | 3              | 39              | 43              | |
| 2015/16      | NBA  | Zachodnia   | 14           | Pacific | 4              | 23              | 59              | |
| 2016/17      | NBA  | Zachodnia   | 15           | Pacific | 5              | 24              | 58              | |
| 2017/18      | NBA  | Zachodnia   | 15           | Pacific | 5              | 21              | 61              | |
| 2018/19      | NBA  | Zachodnia   | 15           | Pacific | 5              | 19              | 63              | |
| 2019/20      | NBA  | Zachodnia   | 10           | Pacific | 3              | 34              | 39              | |
| 2020/21      | NBA  | Zachodnia   | 2            | Pacific | 1              | 51              | 21              | Wygrana w 1. rundzie z Los Angeles Lakers (4-2) Wygrana w pół. Konf. z Denver Nuggets (4-0) Zwycięstwo w finale Konf. z Los Angeles Clippers (4-2) Porażka w finale NBA z Milwaukee Bucks – (2-4) |
| 2021/22      | NBA  | Zachodnia   | 1            | Pacific | 1              | 64              | 18              | Wygrana w 1. rundzie z New Orleans Pelicans (4-2) Porażka w pół. Konf. z Dallas Mavericks (3-4)                                                                                                   |
| 2022/23      | NBA  | Zachodnia   | 4            | Pacific | 2              | 45              | 37              | Wygrana w 1. rundzie z Los Angeles Clippers (4-1) Porażka w pół. Konf. z Denver Nuggets (2-4) |